# Ingilena
Ingilena (em latim: Ingilena; em grego: Ἰγγηληνή; romaniz.: Ingēlēnḗ; em armênio: Անգեղտուն; romaniz.: Angełtun; em siríaco: Aggelāyē) Ingila (em grego: Ἰγγιλα) ou Corião Endielão (Χωριων Ενδιηλων, Khōriōn Endiēlōn) foi um distrito (gavar) de Sofena, no Reino da Armênia, centrado na cidade e fortaleza de Angle (Անգղ, Angł), que deu seu nome ao distrito. Angle é frequentemente identificado com a cidade moderna de Eil na Turquia, e pode ter sido também o sítio de Carcatiocerta, capital do Reino de Sofena, e o assentamento Ingalaua mencionado em registros hititas. Ingilena fazia fronteira a oeste com Anzitena, possivelmente nas montes Tauro, e a leste com Sofanena, possivelmente no Tigre Ocidental, e compreendia uma área de 2 800 quilômetros quadrados. Em 298, pelos termos da Paz de Nísibis, Ingilena foi incorporada como um território vassalo do Império Romano, mas continuou a participar nos assuntos da Armênia.
Ingilena, e a vizinha Anzitena, eram governadas pela mesma família principesca, cujas origens remontam ao ramo da dinastia orôntida que governou o Reino de Sofena. Moisés de Corene, ao tratar sobre a família, alegou que descendiam de certo Torque, que foi investido com seu principado pelo mítico Valarsaces I. Esse príncipe deteve a posição de azarapates (grão-senescal) por algumas gerações, antes do ofício ser transferido aos Genúnios. É possível, por sua vez, que o príncipe local foi investido com o ofício de vitaxa (vice-rei) da Marca Síria (Sofena), haja vista sua proeminência regional. Com a eventual anexação romana, seus príncipes deixaram de ser investidos como vitaxas, pois não poderiam cumprir com as obrigações do ofício enquanto vassalos do imperador.
A Lista Militar (Զորնամակ, Zōrnamak), o documento que indica a quantidade de cavaleiros que cada uma das famílias nobres devia ceder ao exército real em caso de convocação, afirma que os príncipes de Ingilena deviam arregimentar 3 400 cavaleiros. Embora o distrito de Ingilena fosse governado por sua própria família principesca, as fontes armênias descrevem a fortaleza de Angle como uma fortaleza real dos reis da Armênia onde os tesouros reais eram guardados. O grão-camareiro da Armênia (mardepetes) era responsável por administrar a fortaleza e a riqueza dentro dela. De acordo com Cyril Toumanoff, Angle era provavelmente a fortaleza central de um dos quatro vitaxas do Reino da Armênia, que eram nobres de alto escalão encarregados de defender as regiões fronteiriças do reino. Em 451, um bispo de Ingilena participou do Concílio da Calcedônia de 451.